# Nederlands landskampioenschap hockey 1930/31
Het landskampioenschap veldhockey in het seizoen 1930/31 werd bij de heren gewonnen door HDM door als westelijke kampioen in de beslissende kampioenswedstrijd te winnen met 1-0 van de kampioen van het oosten Deventer. 

## Eindstanden heren
| # | Club        | GS | W  | G | V  | P  | DV      | DT      | DS  |
| - | ----------- | -- | -- | - | -- | -- | ------- | ------- | --- |
| 1 | HDM         | 14 | 10 | 3 | 1  | 23 | 33 - 16 | 33 - 16 | +17 |
| 2 | HLC         | 14 | 10 | 2 | 2  | 22 | 27 - 14 | 27 - 14 | +13 |
| 3 | Amsterdam   | 14 | 7  | 2 | 5  | 16 | 29 - 12 | 29 - 12 | +17 |
| 4 | HOC         | 14 | 4  | 7 | 3  | 15 | 21 - 19 | 21 - 19 | +2  |
| 5 | Hilversum   | 14 | 5  | 4 | 5  | 14 | 23 - 25 | 23 - 25 | -2  |
| 6 | MHC         | 14 | 5  | 3 | 6  | 13 | 27 - 38 | 27 - 38 | -11 |
| 7 | Bloemendaal | 14 | 1  | 3 | 10 | 5  | 8 - 21  | 8 - 21  | -13 |
| 8 | Gooi        | 14 | 0  | 4 | 10 | 4  | 16 - 39 | 16 - 39 | -23 |

| # | Club        | GS | W | G | V | P  | DV      | DT      | DS  |
| - | ----------- | -- | - | - | - | -- | ------- | ------- | --- |
| 1 | Deventer    | 12 | 8 | 4 | 0 | 20 | 51 - 14 | 51 - 14 | +37 |
| 2 | Enschede    | 12 | 7 | 3 | 2 | 17 | 41 - 16 | 41 - 16 | +25 |
| 3 | Zutphen     | 12 | 8 | 1 | 3 | 17 | 43 - 25 | 43 - 25 | +18 |
| 4 | Nijmegen    | 12 | 5 | 5 | 2 | 15 | 29 - 23 | 29 - 23 | +6  |
| 5 | Deventer II | 12 | 4 | 1 | 7 | 9  | 21 - 27 | 21 - 27 | -6  |
| 6 | Arnhem      | 12 | 0 | 3 | 9 | 3  | 11 - 51 | 11 - 51 | -40 |
| 7 | **Almelo    | 12 | 0 | 3 | 9 | 1  | 15 - 55 | 15 - 55 | -40 |

Nederlands landskampioenschap:

1897/98 ·
1898/99 ·
1899/00 ·
1900/01 ·
1901/02 ·
1902/03 ·
1903/04 ·
1904/05 ·
1905/06 ·
1906/07 ·
1907/08 ·
1908/09 ·
1909/10 ·
1910/11 ·
1911/12 ·
1912/13 ·
1913/14 ·
1914/15 ·
1915/16 ·
1916/17 ·
1917/18 ·
1918/19 ·
1919/20 ·
1920/21 ·
1921/22 ·
1922/23 ·
1923/24 ·
1924/25 ·
1925/26 ·
1926/27 ·
1927/28 ·
1928/29 ·
1929/30 ·
1930/31 ·
1931/32 ·
1932/33 ·
1933/34 ·
1934/35 ·
1935/36 ·
1936/37 ·
1937/38 ·
1938/39 ·
1939/40 ·
1940/41 ·
1941/42 ·
1942/43 ·
1943/44 ·
1944/45 ·
1945/46 ·
1946/47 ·
1947/48 ·
1948/49 ·
1949/50 ·
1950/51 ·
1951/52 ·
1952/53 ·
1953/54 ·
1954/55 ·
1955/56 ·
1956/57 ·
1957/58 ·
1958/59 ·
1959/60 ·
1960/61 ·
1961/62 ·
1962/63 ·
1963/64 ·
1964/65 ·
1965/66 ·
1966/67 ·
1967/68 ·
1968/69 ·
1969/70 ·
1970/71 ·
1971/72 ·
1972/73
Hoofdklasse heren:

1973/74 · 
1974/75 · 
1975/76 · 
1976/77 · 
1977/78 · 
1978/79 · 
1979/80 · 
1980/81 · 
1981/82 · 
1982/83 · 
1983/84 · 
1984/85 · 
1985/86 · 
1986/87 · 
1987/88 · 
1988/89 · 
1989/90 · 
1990/91 · 
1991/92 · 
1992/93 · 
1993/94 · 
1994/95 · 
1995/96 · 
1996/97 · 
1997/98 · 
1998/99 · 
1999/00 · 
2000/01 · 
2001/02 · 
2002/03 · 
2003/04 · 
2004/05 · 
2005/06 · 
2006/07 · 
2007/08 · 
2008/09 · 
2009/10 · 
2010/11 · 
2011/12 · 
2012/13 ·
2013/14 ·
2014/15 ·
2015/16 ·
2016/17 ·
2017/18 ·
2018/19 ·
2019/20 ·
2020/21 ·
2021/22 ·
2022/23 ·
2023/24 ·
2024/25 ·